# Граф Виана-ду-Каштелу

Герб Алвару Пиреша де Каштру, 1-го графа Вианы-ду-Каштелу.

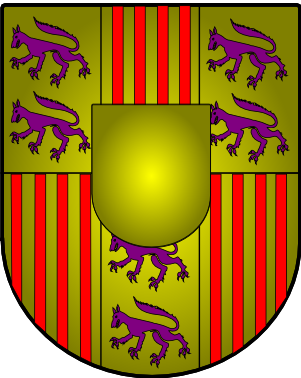
Герб 2-го и 3-го графов Вианы-ду-Каштелу.

Граф де Виана-ду-Каштелу (порт. Conde de Viana (da Foz do Lima)) или граф Вианы-ду-Каштелу — португальский дворянский титул, созданный королевским указом 1 июня 1370 года королём Фернанду I для Алвару Пиреша де Каштру (будущего 1-го коннетабля Португалии), представителя могущественного рода Кастро, брата фаворитки португальского короля Педру I Инес де Кастро.
После смерти Алвару Пиреш де Каштру в 1384 году титул графа Вианы-ду-Каштелу не перешёл его детям. Чуть больше полвека спустя, 6 июля 1446 года король Дуарте I присвоил титул графа Вианы-ду-Каштелу Дуарте де Менезешу, первому португальскому капитан-губернатору (порт. primeiro capitão) португальского анклава в Северной Африке Ксар ес-Сегир. От него титул перешёл старшему сыну, Энрике де Менезешу, первому португальскому капитан-губернатору Асилы.
Город Виана-ду-Каштелу находится у истоков реки Лима (порт. da Foz do Lima), поэтому обозначение владений да Фош ду Лима присутствует в португальском названии титула — Conde de Viana (da Foz do Lima).

## Список графов Виана-ду-Каштелу
1. Алвару Пириш ди Каштру (1310—1384), 1-й граф Виана-ду-Каштелу.
2. Дуарте ди Менезиш (1414—1464), 2-й граф Виана-ду-Каштелу.
3. Энрике ди Менезиш (порт. Henrique de Meneses) (ок. 1450—1480), 3-й граф Виана-ду-Каштелу.